# UNICEF-Grußkarte
UNICEF-Grußkarten sind Grußkarten, die von UNICEF herausgegeben werden. Mit den Erlösen kann die weltweite Hilfe von UNICEF für benachteiligte Kinder unterstützt und Gesundheits-, Bildungs- und Kinderschutzprogramme können gefördert werden. Die Grußkarten werden seit 1949 verkauft.

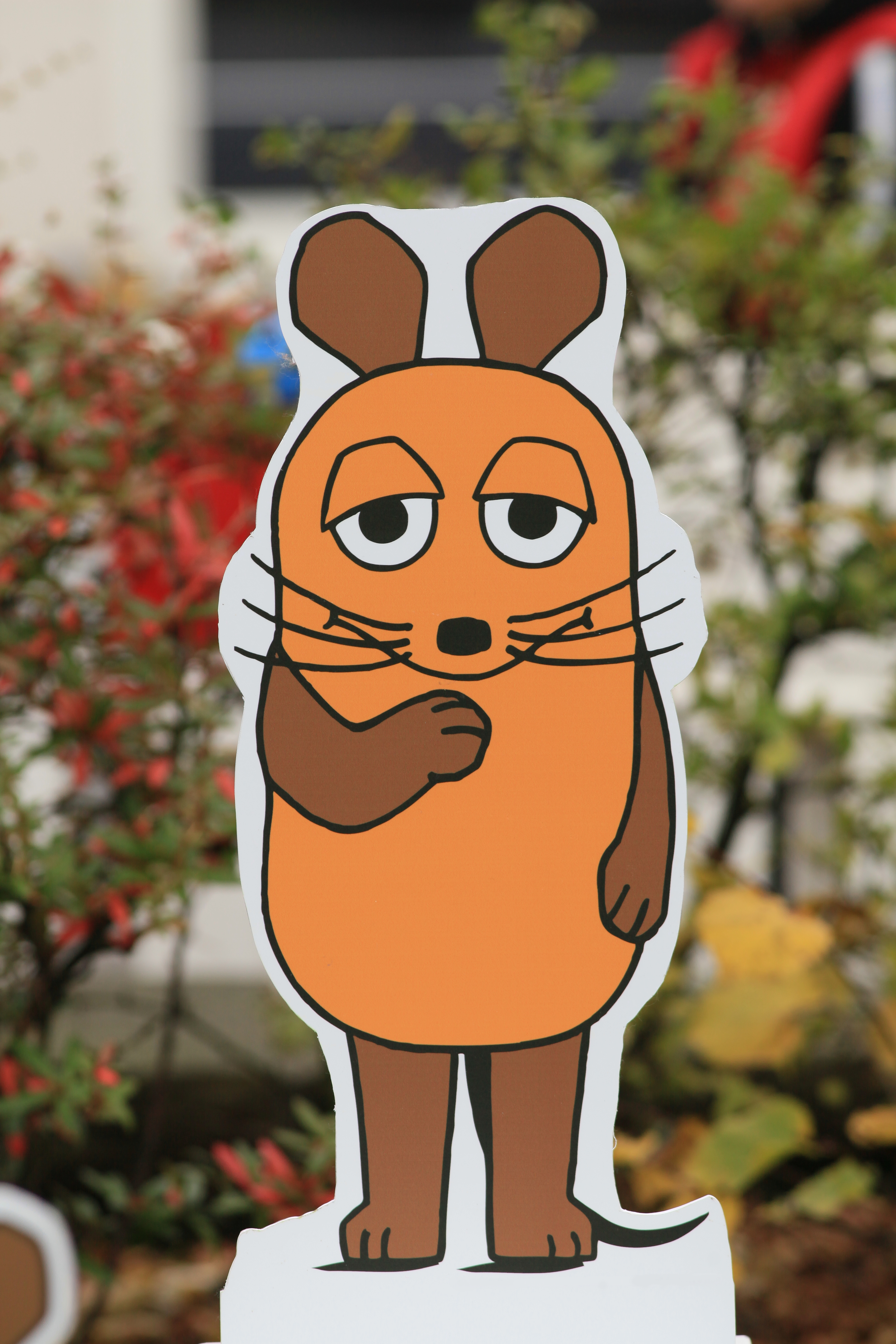
Auch die Maus ist als Motiv auf UNICEF-Karten vertreten

Laut UNICEF war der Auslöser ein Geschenk der siebenjährigen Jitka Samkova aus dem böhmischen Rudolfov, die UNICEF mit einem Bild dankte, auf dem Kinder im Sonnenschein um einen Maibaum tanzten. Sie nannte ihr Bild „Freude“. Den UNICEF-Mitarbeitern gefiel es so gut, dass sie es als Vorlage für eine Weihnachtskarte nahmen und 1000 Stück in alle Welt verschickten.
Heute verkauft das Deutsche Komitee für UNICEF jedes Jahr ca. 7 Millionen Karten. Jeweils im Frühjahr und im Herbst erscheint eine neue Kollektion mit vielen Motiven. Bekannte Künstler wie Joan Miró, Raoul Dufy, Marc Chagall oder Picasso stifteten UNICEF bereits Werke, große Museen stellen kostenlos bekannte Gemälde zur Reproduktion zur Verfügung. 
Auch aktuelle Künstler wie Leon Löwentraut, Kera Till, Sven Nordqvist und die Musiker Udo Lindenberg und Julia Engelmann unterstützen UNICEF mit exklusiven Grußkarten-Motiven. Darüber hinaus gibt es Motive von der Maus und den Peanuts.
Rund 8000 ehrenamtlichen Helfer sind an der Arbeit beteiligt. Unterstützung erhalten sie durch Verkaufsstellen, darunter Apotheken, Buchläden und große Kaufhäuser. Außerdem kann man die Grußkarten direkt im UNICEF-Internet-Shop bestellen.
Die UNICEF-Karten des Deutschen Komitees werden auf chlorfrei gebleichtem Papier aus nachhaltiger Forstwirtschaft in Deutschland produziert. Die Einhaltung von Sozialstandards sowie der Verzicht auf Kinderarbeit werden strikt kontrolliert. Es gibt Grußkarten zu unterschiedlichen Anlässen wie Weihnachten, Geburtstag, Hochzeit, Geburt, Einladungen, Genesungswünsche, Trauerkarten und eine Vielzahl von Möglichkeiten, Karten persönlich zu gestalten.

## Weitere Anbieter von Grußkarten für einen guten Zweck
UNICEF ist nicht der einzige Anbieter, der Grußkarten für einen guten Zweck anbietet, zu den Mitbewerbern zählen unter anderem:
- Ärzte ohne Grenzen[3]
- SOS-Kinderdorf[4]
- NABU[5]
- WWF[6]